# Knoxville: Summer of 1915
Knoxville: Summer of 1915 est une œuvre pour voix et orchestre du compositeur américain Samuel Barber. Le texte est formé d'extraits d'un poème en prose de James Agee écrit en 1938. L'œuvre a été commandée en 1947 par la soprano Eleanor Steber, qui la créa en 1948, avec l'orchestre symphonique de Boston dirigé par Serge Koussevitsky.

## Genèse de l'œuvre
L'été 1915 a été important pour James Agee : c'est la dernier avant la mort de son père dans un accident de voiture en 1916 et le départ de la famille de Knoxville. Selon Agee, c'est le moment où sa vie a commencé à changer.
Quand Barber a composé Knoxville, son propre père Roy Barber était malade et approchait rapidement de sa fin. Barber a dédicacé sa composition « À la mémoire de mon père », ce qui suggère que la dégradation de la santé de son père a quelque chose à voir avec le sujet de la pièce. Barber a été touché par la familiarité des souvenirs d'enfance d'Agee et le fait qu'ils étaient tous deux âgés de cinq ans en 1915. Après sa rencontre avec Agee, Barber a noté qu'ils avaient beaucoup de choses en commun.

## Analyse
Knoxville: Summer of 1915 est une œuvre luxuriante et richement orchestrée. Mettant en musique des extraits du poème en prose Knoxville de James Agee, Barber trace une image idyllique et nostalgique de la ville natale d'Agee, Knoxville (Tennessee). Le texte est la description simple et onirique d'une soirée dans le Sud américain, par la voix d'un enfant qui semble parfois se changer en adulte. Les deux rôles sont chantés par une soprano solo. Knoxville est écrit en un mouvement, que le compositeur décrit comme une « rhapsodie lyrique ». Le texte d'Agee et la musique de Barber sont tous deux le fruit d'une improvisation spontanée, nourrie par une émouvante nostalgie.

## Discographie
- Eleanor Steber, album "Eleanor Steber in Concert (1956-1958)" VAI Audio, 1992.
- Leontyne Price, album "Leontyne Price sings Barber," 1968.
- Dawn Upshaw, album "Knoxville Summer of 1915" (1989, lauréat du Grammy Award).
- Sylvia McNair, album "The Best of Barber".
- Kathleen Battle, album "Honey and Rue" 1995.
- Anne-Catherine Gillet, Aeon 2011.

Ces six enregistrements ont fait l'objet en 2011 d'une émission Le Jardin des Critiques de Benjamin François, sur la radio France Musique.